# مونته سن پیترانجلی
مونته سن پیترانجلی (به ایتالیایی: Monte San Pietrangeli) یک کومونه در ایتالیا است که در استان فرمو واقع شده‌است. مونته سن پیترانجلی ۱۸٫۲۸ کیلومتر مربع مساحت و ۲٬۵۸۲ نفر جمعیت دارد و ۲۴۱ متر بالاتر از سطح دریا واقع شده‌است.